# Code Name: The Cleaner
Code Name: The Cleaner, auch bekannt als The Cleaner – Geheimagent auf Abwegen, ist eine US-amerikanische Actionkomödie aus dem Jahr 2007. Regie führte Les Mayfield, das Drehbuch schrieben Robert Adetuyi und George Gallo.

## Handlung
Jake Rodgers wacht eines Tages in einem Hotelzimmer auf. Neben ihm befinden sich ein toter FBI-Agent und eine Tasche mit Bargeld. Rodgers leidet unter Amnesie und kann sich an nichts mehr erinnern.
Am Hoteleingang trifft Rodgers Diane, die ihm sagt, sie sei seine Ehefrau, was sich aber als gelogen herausstellt. Aufgrund nach und nach zurückkehrender Erinnerungsfetzen glaubt Rodgers, Geheimagent zu sein. Später trifft er Gina. Sie arbeitet als Kellnerin und scheint mit Rodgers bekannt zu sein. Von ihr erfährt er, dass er als Hausmeister für den Softwarekonzern D.A.R.T. arbeitet, was er nicht glauben will. Rodgers erinnert sich an einige Kampfszenen, die in Rückblenden gezeigt werden, aufgrund derer sich sein Verdacht, Geheimagent zu sein, erhärtet. Gina hilft Rodgers, das Erinnerungsvermögen wiederzuerlangen. So stellt sich heraus, dass Rodgers tatsächlich Hausmeister bei D.A.R.T. ist, dem FBI aber bei einer Ermittlung gegen den Konzernchef Eric Hauck geholfen hat. Hauck wollte einen neu entwickelten Computerchip für illegale Zwecke nutzen. Rodgers hatte den Chip aber vor seinem Gedächtnisverlust entwendet, um ihn an das FBI zu verkaufen. Bei der geplanten Übergabe des Chips hatte Shaw, ein von Hauck bestochener FBI-Agent versehentlich seinen Partner erschossen. Diane sollte von ihm herausfinden, wo er den Chip versteckt habe.
Letztlich gelingt es Rodgers und Gina, den Chip aus seinem Versteck zu retten. Hauck und Diane werden verhaftet. Der Film endet damit, dass Rodgers und Gina frisch verliebt in einen Urlaub starten, in dem sie planen, das Geld aus dem Koffer zu verprassen.

## Kritiken
James Berardinelli schrieb auf ReelViews, Cedric the Entertainer nehme die Handlung so ernsthaft, dass die Lacher für längere Zeitperioden verstummen würden. Die Elemente eines Thrillers seien eher für eine Sitcom geeignet, was den Film „langatmig und langweilig“ mache. Der Hauptdarsteller könne sehr lustig sein, sei dies aber in dieser Komödie so selten, dass sie bestenfalls fürs Kabelfernsehen zur späten Stunde tauge („aren’t enough of them for the movie to rise above late-night cable fare (at best)“). Einzig Lucy Liu in der Besetzung bringe sich selbst nicht in Verlegenheit („she’s the only one in the cast who doesn’t embarrass herself“). Nicollette Sheridan agiere schmerzhaft schlecht; Callum Keith Rennie schaffe es, als Bösewicht so langweilig zu wirken, wie man es sich nur vorstellen könne. Berardinelli gab am Ende zu, es gebe noch viel schlechtere Komödien – diese sei „duldbar“, aber nicht mehr.
Neil Genzlinger schrieb in der New York Times vom 5. Januar 2007, die kunstlose Darstellung von Cedric the Entertainer töte ab, was eine wesentlich lustigere Komödie hätte sein können. Das Drehbuch sei nicht intelligent genug, damit der Film eine Parodie der Bourne-Filme sein könnte, das Spiel des Hauptdarstellers sei auch nicht subtil genug dafür.
Kirk Honeycutt schrieb in der Zeitschrift The Hollywood Reporter vom 5. Januar 2007, der Film biete einen Humor auf dem Niveau des „kleinsten gemeinsamen Nenners“. Die „unglaubwürdige“ Handlung beinhalte zahlreiche Löcher. Keine Gags seien besonders witzig, einige seien schmerzhaft unwitzig. Liu und Sheridan würden dem Film etwas Glanz verleihen.

## Hintergründe
Der Film wurde in Vancouver und Umgebung gedreht. Seine Produktionskosten betrugen schätzungsweise 20 Millionen US-Dollar. Der Film startete in den Kinos der USA am 5. Januar 2007 und spielte dort ca. 8,1 Millionen US-Dollar ein. In Deutschland und in Österreich wurde er im August 2007 direkt auf DVD veröffentlicht.